# Interlloyd Versicherung

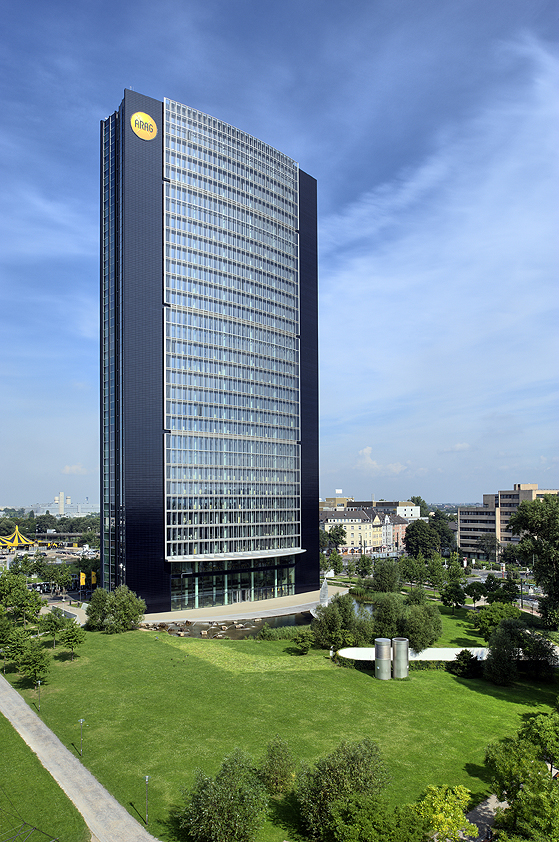
Hauptverwaltung der Interlloyd im ARAG-Tower in Düsseldorf

Die Interlloyd Versicherungs-AG ist eine in der Schadenversicherung aktive Gesellschaft. Als Maklerspezialist im Gewerbe- und Privatkundensegment ergänzt sie das Portfolio des ARAG-Konzerns.
Der Hauptsitz der Interlloyd ist Düsseldorf. Die Vertriebsniederlassung befindet sich in Hamburg. Von hier aus werden elf regionale Betreuungsgebiete koordiniert, in denen jeweils ein Direktionsbevollmächtigter den Maklern zur Verfügung steht.
Das Geschäft der Interlloyd ist rein auf Makler ausgelegt. Risikoträger für deren Kunden ist die Interlloyd.

## Geschichte
Die Interlloyd wurde bereits 1894 in den Niederlanden gegründet.
Im Jahr 1988 beantragte die Gesellschaft die Zulassung in Deutschland, Geschäft wurde dort aber zunächst nicht betrieben. 1991 erwarb die Fortis S.A./N.V. das Unternehmen. Ein Jahr später, 1992, erfolgte dann der Aufbau einer Niederlassung unter dem Namen „Interlloyd Schadenversicherungsgesellschaft Niederlassung der Interlloyd Schadeverzekering Maatschappij N.V. für Deutschland“. 1995 wurde die vertriebliche Neuausrichtung in Form von maklerorientierten Deckungskonzepten umgesetzt.
Im Jahr 1997 wurde die Interlloyd Versicherungs-AG gegründet und der gesamte Bestand der Niederlassung auf die Aktiengesellschaft übertragen. Zeitgleich wurde die Interlloyd Versicherungs-AG durch eine Übernahme zu einer 100%igen Tochtergesellschaft der ARAG Allgemeine Versicherungs-AG – dem Kompositversicherer des ARAG-Konzerns.
Heute ist die Interlloyd Versicherungs-AG eine der wenigen eindeutig positionierten „Maklerorientierten Versicherungsgesellschaften“ für private Sachversicherungen sowie Gewerbeversicherungen.